# Al Wadi al Jadid
Nova Dolina (eg. arap.: محافظة الوادي الجديد Muḥāfẓet El Wādī El Ǧedīd Egipatski arapski: [moħɑfzet elwæːdi lɡɪdiːd]) je jedan od 27 guvernorata Egipta. Nalazi se u jugozapadnom dijelu zemlje, u egipatskoj Zapadnoj pustinji, dijelu pustinje Sahare - između rijeke Nil, sjevernog Sudana i jugoistočne Libije.
Obuhvaća otprilike trećinu ukupne površine Egipta. Guvernorat Nova Dolina je najveći guvernorat u državi i jedan od najvećih na afričkom kontinentu. Glavni grad Kharga se nalazi u oazi Kharga.

## Populacija
Prema popisu stanovništva iz 2015. godine, većina stanovnika u pokrajini živi u ruralnim područjima, sa stopom urbanizacije od samo 48,0%. Od oko 225.416 ljudi koji žive u guvernoratu, 117.180 ljudi živi u ruralnim područjima, za razliku od samo 108.236 u urbanim područjima.

## Gradovi
- Kharga - 67.700 stanovnika
- Mut

## Industrijske zone
Prema egipatskom Upravnom tijelu za investicije i slobodne zone (GAFI), a u suradnji s Ministarstvom za investicije (MOI), u ovom su guverneru smještene sljedeće industrijske zone:
- Al Kharga
- Zona teške industrije - El Dakhla
- Zona teške industrije - Wadi Waer Wes

## Povijest
Egipatska revolucija 2011. godine
Izvještaji o nasilnim sukobima u guvernoratu Nova Dolina 8. i 9. veljače 2011. godine ih navode kao dio egipatske revolucije 2011. godine. Prosvjednici su zapalili policijske postaje i NDP - zgradu Nacionalne demokratske stranke. Pored stotina ozlijeđenih prosvjednika, navode se i mnogi poginuli s tvrdnjama da je policija otvorila vatru bojnom municijom na prosvjednike u oazi Kharga.

## Velike oaze
- Kharga[2]
- Farafra[3]
- Dakhla[4]
- Baris[5][6]

## Gospodarstvi
- Proizvodnja datulja
- Turizam i safari
- Poljoprivredne djelatnosti (oko Oaze)

## Vanjske poveznice
- Crteži u Pećini Plivača
- Guverner Mr.Mahmoud Abed Al Rahman  Arhivirana inačica izvorne stranice od 18. listopada 2016. (Wayback Machine)
- El Beheira Governorate: Egypt, SOURCE: National Geospatial-Intelligence Agency, Bethesda, MD, USA